# درآمدی بر جامعه‌شناسی زبان
درآمدی بر جامعه‌شناسی زبان کتابی از یحیی مدرسی است که در سال ۱۳۶۸ منتشر و در مراسم کتاب سال جمهوری اسلامی ایران به‌عنوان کتاب برگزیده معرفی شد.